# Idiocera (Idiocera) curticurva
Idiocera (Idiocera) curticurva is een tweevleugelige uit de familie steltmuggen (Limoniidae). De soort komt voor in het Palearctisch gebied.